# E. P. Thompson
Edward Palmer Thompson (Oxford, 3 de febrero de 1924-Worcester, 28 de agosto de 1993), conocido como E. P. Thompson, fue un historiador e intelectual británico.
Thompson es, quizás, uno de los historiadores que más aportó al estudio de los movimientos sociales de fines del siglo XVIII y de principios del XIX con su obra La formación de la clase obrera en Inglaterra  (1963) [The Making of the English Working Class], ejemplo de lo que la historiografía ha denominado historia desde abajo. Influyó decisivamente en el pensamiento marxista británico, separándolo del europeo y dándole carácter propio, dentro de lo que se conoce como socialismo humanista.
Asimismo, Thompson es —junto con Maurice Dobb, Dona Torr, Christopher Hill, Rodney Hilton y Eric Hobsbawm— una de las figuras principales de historiadores marxistas británicos, quienes marcaron un nuevo paradigma en la metodología historiográfica.

## Biografía

### Juventud, familia y estudios
Nacido en Oxford de padres misioneros metodistas. Su padre fue Edward John Thompson, un poeta que se acercó al anticolonialismo indio, y su madre fue Theodosia Jessup.
Estudió en el Corpus Christi College de la Universidad de Cambridge.
Thompson luchó en la Segunda Guerra Mundial en una compañía de tanques en Italia. Su hermano Frank murió fusilado en dicha guerra, tras ser detenido mientras combatía junto a los partisanos de Bulgaria, hecho que marcaría sus posiciones políticas e históricas. Pese a ambos estar afiliados al Partido Comunista de Gran Bretaña, ninguno de los dos hermanos confió en la infalibilidad de Moscú. De esta manera, su hermano Frank cuestionó abiertamente el Pacto Ribbentrop-Mólotov.
Al finalizar la guerra, Thompson se involucró en la reconstrucción de Yugoslavia bajo el mandato de Josip Broz Tito, dedicándose a la construcción de ferrocarriles. En este contexto, Thompson conoció a Dorothy Towers, también historiadora de la misma tendencia, con quien se casó en 1948.

### Vida académica y militante
Comprometido políticamente con la izquierda y el pacifismo, en 1946 formó el Grupo de Historiadores del Partido Comunista o Grupo de Cambridge, junto a Christopher Hill, Eric Hobsbawn, Rodney Hilton, Dona Torr y otros. Este grupo se caracterizó, entre otras cosas, por su compromiso académico y militante. El grupo se articuló en torno a la revista Past and Present desde 1952, y sobrevivió a su abandono del Partido Comunista en 1956, a raíz de la invasión soviética de Hungría. A principios de esa década de los 1950 impartía clases de historia social y literatura inglesa para adultos en un departamento externo a la Universidad de Leeds. Durante esta etapa, Thompson escribió su primera gran obra historiográfica dedicada a William Morris y subtitulada From Romantic to Revolutionary.
En junio de 1956, junto a John Saville, creó la revista The Reasoner (posteriormente rebautizada como The New Reasoner) como plataforma crítica con la línea prosoviética del Partido Comunista británico. Jugó un papel clave en los comienzos de la corriente conocida como Nueva Izquierda a finales de los años 1950. En 1965 aceptó dirigir el recién creado Centro de Estudios de Historia Social de la Universidad de Warwick, puesto que abandonó recién comenzada la década de los 70.
Como activista, se significó por su postura crítica desde la izquierda frente a los gobiernos laboristas de 1964-1970 y 1974-1979. Durante los años 1980 lideró el movimiento de intelectuales contra las armas nucleares en Europa. Intervino en la apertura del diálogo entre el movimiento pacifista de Europa Occidental y los disidentes de la Europa del Este dominada por la Unión Soviética, por lo que desde esta se le acusó de actuar al servicio del imperialismo estadounidense. Del lado contrario, fue espiado por los servicios secretos británicos desde 1943 hasta alrededor de 1963 debido a los recelos que provocaba su filiación comunista.

## Polémicas
Profesor en distintas universidades de Inglaterra y Estados Unidos, fue sonoro su abandono de la Universidad de Warwick en protesta por su comercialización (que cuenta en su libro Warwick University Limited, 1971). Ataca al marxismo estructuralista de Louis Althusser y sus seguidores británicos de la New Left Review (revista y corriente de la que Thompson se había alejado a partir del segundo periodo de esta, que incluía elementos cercanos al trotskismo) y, en general, al posestructuralismo francés. Este episodio provocó un debate historiográfico, con aportaciones cruzadas entre él mismo (Miseria de la Teoría, 1978) y New Left, con Perry Anderson a la cabeza (Discusiones/argumentos dentro del marxismo inglés, jugando con la palabra Arguments).

## Obra
Su producción historiográfica se centra en la historia social, sobre todo en el movimiento obrero de la Inglaterra de la Revolución industrial. Prolífico ensayista y articulista, también publicó influyentes biografías de William Morris y William Blake. Su obra esencial es La formación de la clase obrera en Inglaterra (1963), donde revisa la interpretación marxista tradicional desde un materialismo histórico no dogmático. Paradójicamente, la primera traducción del título en español era mucho más marxista (en ese sentido dogmático) que la del autor: La formación histórica de la clase obrera: Inglaterra, decía, mientras que el título que Thompson dio a su libro en inglés es The making of the English working class, mucho más pegado a la realidad que a los esquemas conceptuales abstractos. Según el propio Thompson, en el prefacio a la edición de 1980, señala que este libro intenta ser en el ámbito historiográfico una crítica tanto hacia las ortodoxias positivistas como también hacia cierta ortodoxia «marxista».
Produjo gran número de libros y artículos entre los que es destacable, por la difusión del concepto que le da título, "La economía moral de la multitud en la Inglaterra del siglo XVIII" (1971) —incluido en la recopilación de artículos Costumbres en común (1991)—, donde reclama para el estudio de las sociedades históricas (y de paso para nuestra propia sociedad) la misma complejidad metodológica que usa la antropología cultural en el estudio de las sociedades primitivas. En Costumbres en común, así como en su anterior Whigs and Hunters (1975) y en otros trabajos, explicó el impacto de la «lógica de mercado» y del capitalismo sobre las prácticas agrarias y ganaderas comunitarias tradicionales del Reino Unido. También en el campo del activismo antinuclear destaca, en los años 80, su Protesta y sobrevive.
De acuerdo con Florencia Oroz, el concepto de «experiencia» de Thompson fundamentó una renovación radical tanto de las tradiciones historiográficas del siglo XX como de la filosofía marxista. Bajo esta concepción, Thompson rechazaba la noción de determinismo económico enfocándose, en cambio, en el proceso en el cual las clases trabajadoras se construyen a sí mismas. De esta manera, Thompson cuestiona la idea de describir un modo de producción histórico exclusivamente en términos económicos, defendiendo también el estudio de los rasgos culturales en los cuales se desarrolla el mismo para evitar reduccionismos. Por su parte, Fernando Pureza sostiene que el concepto de «experiencia» permite «contemplar una profunda dialéctica entre las determinaciones objetivas y las subjetividades de clase».
Por otro lado, Oroz señala que la metodología de Thompson se centra sobre todo en una visión de los cambios y rupturas históricas como objeto de estudio.